# Anochetus orchidicola
Anochetus orchidicola är en myrart som beskrevs av Brown 1978. Anochetus orchidicola ingår i släktet Anochetus och familjen myror. Inga underarter finns listade i Catalogue of Life.